# Sborisjte
Sborisjte (Bulgaars: Сборище) is een dorp in Bulgarije, gelegen in de gemeente Tvarditsa, oblast Sliven. Het dorp ligt 28 km ten westen van de provinciehoofdstad Sliven en 216 km ten oosten van Sofia.

## Bevolking
In de eerste volkstelling van 1934 registreerde het dorp 1.828 inwoners. Dit aantal groeide tot een hoogtepunt van 2.098 inwoners in 1975. Sindsdien neemt het inwonersaantal langzaam maar geleidelijk af, alhoewel er sinds 2011 een lichte toename waarneembaar is (zie: onderstaande grafiek). Op 31 december 2019 telde het dorp 1.812 inwoners.
Van de 1.790 inwoners reageerden er 1.726 op de optionele volkstelling van 2011. Van deze 1.726 respondenten identificeerden 1.256 personen zichzelf als Bulgaren (72,8%), gevolgd door 458 etnische Roma (26,5%) en 10 ondefinieerbare respondenten (0,6%).
| Etnische samenstelling van de respondenten (2011) | Etnische samenstelling van de respondenten (2011) | Etnische samenstelling van de respondenten (2011) | Etnische samenstelling van de respondenten (2011) | Etnische samenstelling van de respondenten (2011) |
| ------------------------------------------------- | ------------------------------------------------- | ------------------------------------------------- | ------------------------------------------------- | ------------------------------------------------- |
|                                                   |                                                   |                                                   |                                                   |                                                   |
| Bulgaren                                          | Bulgaren                                          |                                                   | 72,8%                                             | 72,8%                                             |
| Turken                                            | Turken                                            |                                                   | 0,0%                                              | 0,0%                                              |
| Roma                                              | Roma                                              |                                                   | 26,5%                                             | 26,5%                                             |
| Anders/Onbekend                                   | Anders/Onbekend                                   |                                                   | 0,7%                                              | 0,7%                                              |

Van de 1.790 inwoners in februari 2011 werden geteld, waren er 441 jonger dan 15 jaar oud (24,6%), gevolgd door 1.059 personen tussen de 15-64 jaar oud (59,2%) en 290 personen van 65 jaar of ouder (16,2%).

## Afbeeldingen

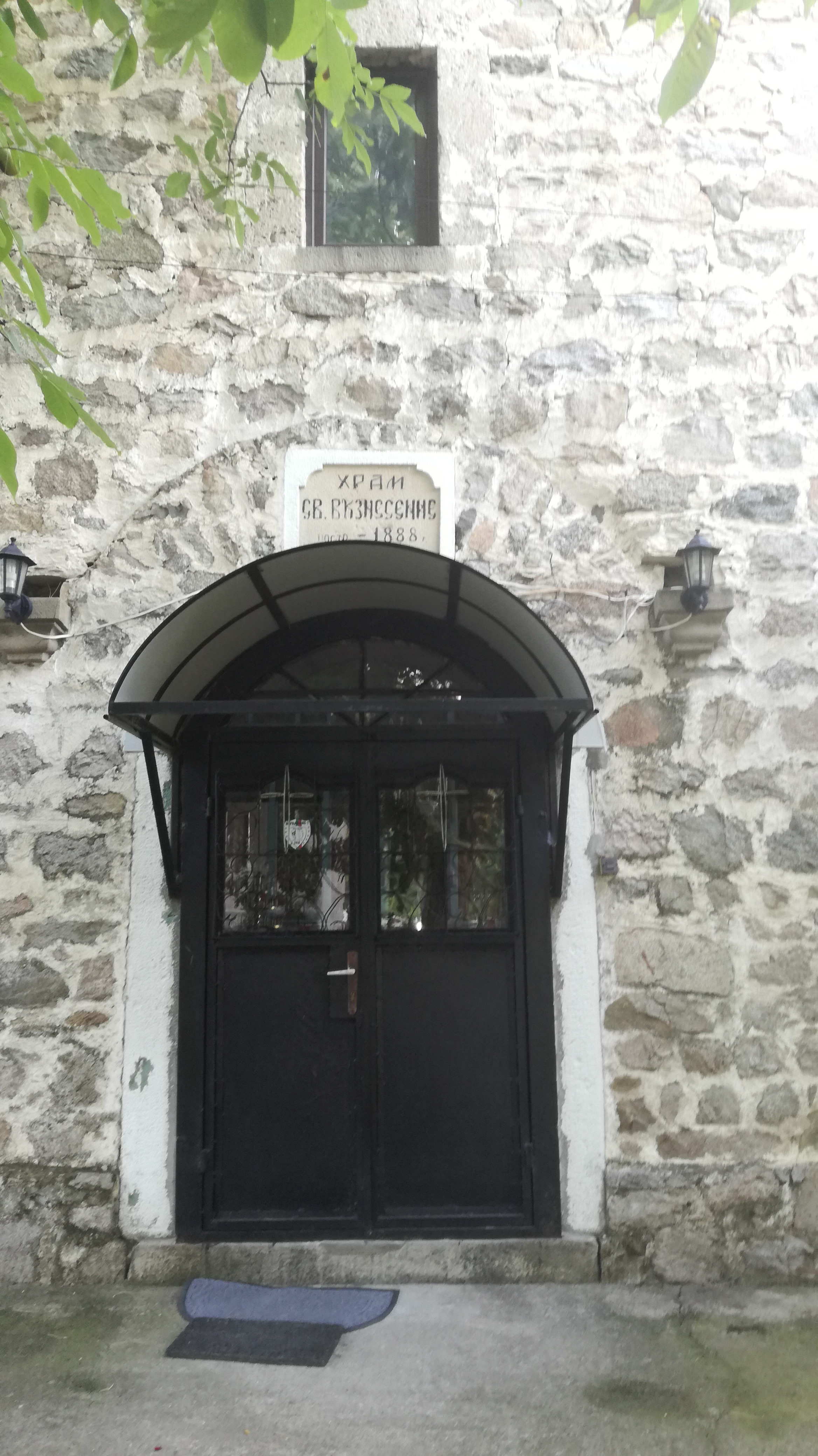
De kerk
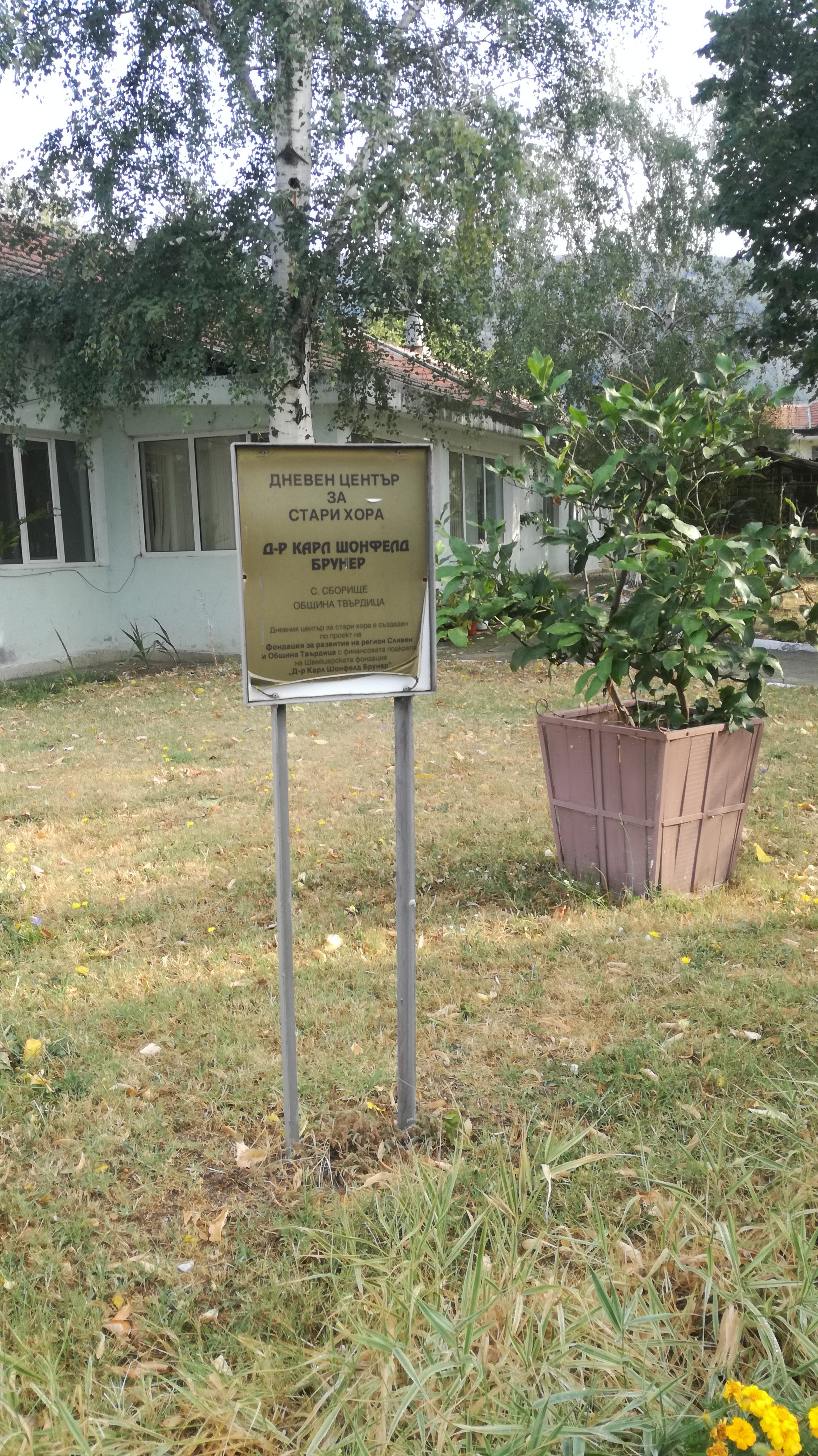
Bejaardentehuis
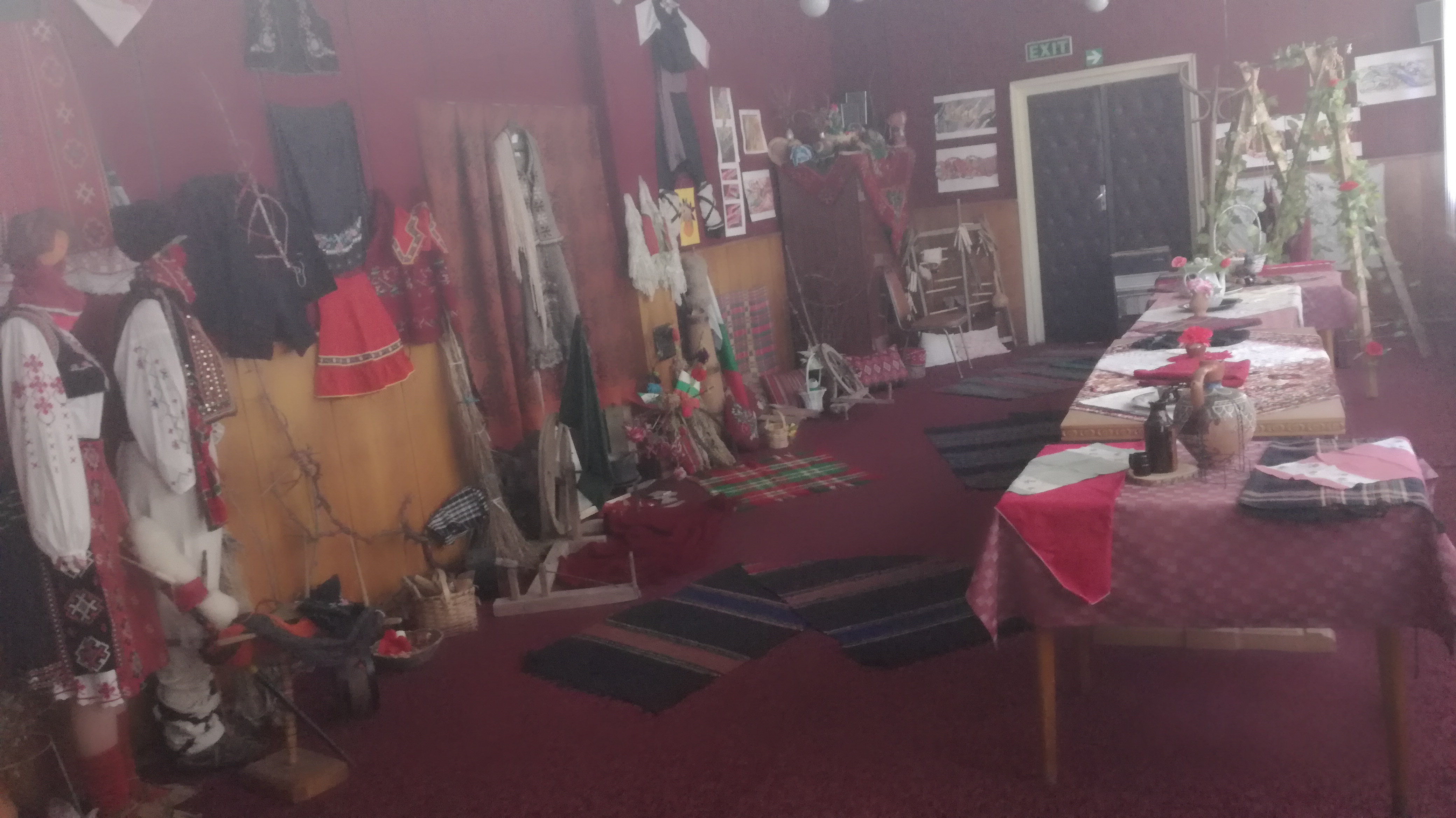
Authentieke kleding
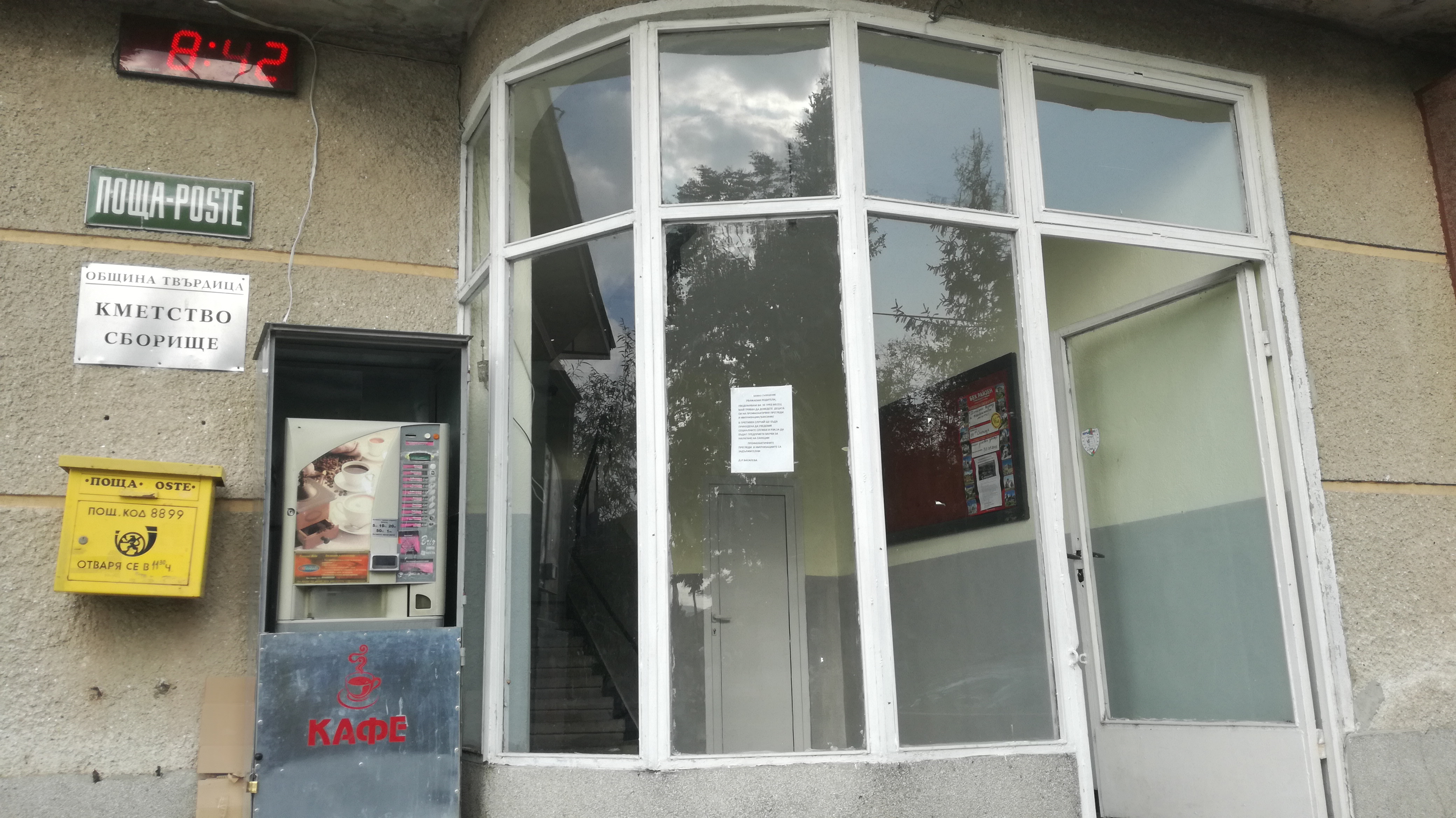
Het burgemeestershuis